# Zehra Doğan
Zehra Doğan (Diyarbakır, 14 aprile 1989) è un'artista e giornalista curda con cittadinanza turca, nota per essere stata arrestata e condannata per aver pubblicato sui social media un suo dipinto in cui raffigura la distruzione di Nusaybin dopo gli scontri tra le forze di sicurezza e gli insorti curdi..

## Biografia
Fondatrice e direttrice di Jinha, un'agenzia di stampa curda femminista con un personale tutto femminile, dal febbraio 2016 Doğan ha vissuto a Nusaybin, una città turca al confine con la Siria. Il 21 luglio 2016 è stata arrestata in un bar a Nusaybin e incarcerata nella prigione di Diyarbakir. Il 2 marzo 2017 è stata assolta dall'accusa di "appartenenza a un'organizzazione illegale", ma è stata condannata a 2 anni, 9 mesi e 22 giorni di carcere per "propaganda terroristica" a causa delle notizie pubblicate e dei post sui social media tra cui anche un suo dipinto in cui raffigura la distruzione di Nusaybin.
“Mi sono stati dati due anni e 10 mesi [di prigione] solo perché ho dipinto bandiere turche su edifici distrutti. Tuttavia, (il governo turco) ha causato questo. L'ho solo dipinto", ha scritto Doğan su Twitter dopo la sentenza.
La sua pubblicazione Jinha è stata chiusa il 29 ottobre 2016 dalle autorità turche, uno degli oltre 100 organi di stampa chiusi dopo il fallito colpo di stato militare nel luglio 2016. In prigione, lei e altre donne hanno creato il quotidiano Özgür Gündem Zindan (Free Agenda Dungeon), il cui nome è un'opera teatrale su Özgür Gündem (Free Agenda), una pubblicazione con sede a Istanbul che si rivolge al pubblico curdo.
Dopo aver terminato la condanna, è stata rilasciata dalla prigione di Tarso il 24 febbraio 2019.
Nel novembre 2017 un artista cinese dissidente, Ai Weiwei, ha pubblicato una lettera in cui esprimeva solidarietà nei riguardi della giornalista-artista incarcerata, facendo un parallelo tra la Cina e la Turchia nella repressione delle espressioni artistiche. Zehra Doğan ha risposto dalla prigione: "L'arte è il miglior strumento per la lotta".
L'artista di strada Banksy ha espresso più volte solidarietà nei confronti di Doğan dedicandole anche un murale a New York.
L'artista e attivista Gianluca Costantini ha realizzato molti disegni per richiedere la libertà della Doğan.
La prima grande mostra "Avremo anche giorni migliori. Opere dalle carceri turche" si è tenuta nel 2019 al Museo di S. Giulia Brescia a cura di Elettra Stamboulis e successivamente nel 2021 con il titolo "Il tempo delle farfalle" al PAC Padiglione d'arte contemporanea di Milano a cura di Elettra Stamboulis